# Sûreté fédérale
En droit canadien, une sûreté fédérale est une sûreté régie par une loi adoptée par le Parlement du Canada. Les sûretés fédérales sont  distinctes des sûretés de droit civil qui sont constituées en vertu des règles du Code civil du Québec.
De nombreuses lois fédérales créent des sûretés dans les domaines de la propriété intellectuelle, le droit des biens fédéral, le droit des biens autochtone, le droit agricole, le droit bancaire, le droit des sociétés ferroviaires et agroalimentaires, le droit de la faillite et le droit d'auteur. Parfois, les lois fédérales qui créent des sûretés fédérales ne le font pas de manière explicite, d'où l'intérêt pour le gouvernement fédéral de faire inventorier les sûretés fédérales par des experts juridiques.  